# Dálnice 43
Die Dálnice 43 (tschechisch für „Autobahn 43“) war eine geplante Autobahn in Tschechien und sollte die Verbindung zwischen Brno (Knotenpunkt mit der D1) und Moravská Třebová (Knotenpunkt mit der D35) herstellen. Im Wesentlichen war die Nutzung der zwischen 1939 und 1942 teilweise ausgeführten Trasse der Reichsautobahn Wien–Breslau vorgesehen. Die Neubaustrecke sollte den Verkehr der Staatsstraße I/43 aufnehmen und die Ortsdurchfahrten entlasten. Das Projekt wird seit 2019 als autobahnähnlicher Neubau der Silnice I/73 weiterverfolgt.

## Geschichte

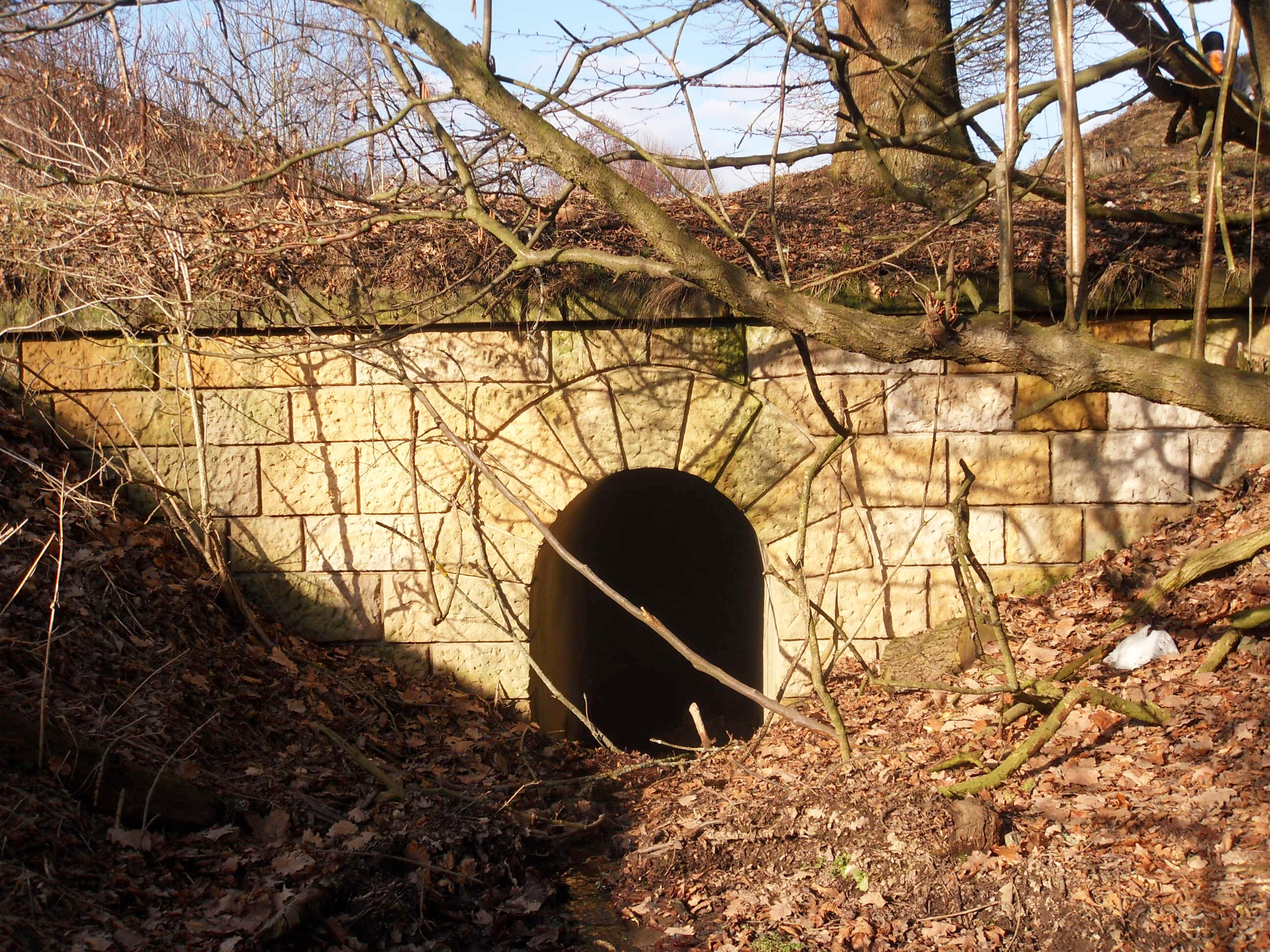
Fertig gestellter Durchlass der Reichsautobahn Wien–Breslau

Die Geschichte dieser Schnellstraße begann vor dem Zweiten Weltkrieg, als die nationalsozialistische Regierung des Deutschen Reiches die Tschechoslowakei zwang, am 19. November 1938 einem zwischenstaatlichen Vertrag über den Bau einer so genannten Durchgangsautobahn zwischen Breslau, Brünn und Wien zuzustimmen. Die Bauarbeiten begannen am 11. April 1939, mussten jedoch infolge des Krieges am 30. April 1942 eingestellt werden. Zwischen den Städten Trnávka und Hrušovany war die Strecke auf 83,5 km der insgesamt 320 km langen Autobahn im Bau. Einige Brückenbauwerke und Durchlässe waren fertiggestellt, andere blieben unvollendet. Noch heute ist deutlich auf Luftaufnahmen zu erkennen, wo die Trasse verlaufen sollte, da in vielen Abschnitten Erdarbeiten bereits durchgeführt waren, die sich später bewaldeten.
1963 erfolgte durch Regierungsbeschluss der Bau einer Autobahn D43, die die parallel verlaufenden D1 und D35 verknüpfen sollte. Allerdings sollte die Strecke Brno – Svitavy entlang der bestehenden Straße Silnice 43 verlaufen. Im Ergebnis von Untersuchungen zu Trassenvarianten wurde 1979 die Linie der alten Reichsautobahn empfohlen. Somit sollte die D43 von Brünn nach Moravská Třebová geführt werden.
In den 1970er Jahren wurde mit dem Bau des Abschnitts Troubsko – Bystrc begonnen, der als Zubringerstraße von Bystrc zur D1 in Betrieb genommen wurde. Ein weiterer in Betrieb befindlicher Teilabschnitt dient als Straße II/150 in der von Boskovice an die I/43.
1987 wurde beschlossen, die Pläne für die Autobahn D43 zu ändern und das Vorhaben als Schnellstraße R43 auszuführen. 1993 nahm die Tschechische Republik das Straßenprojekt der R43 wieder auf und plante eine Umsetzung bis 2005. Doch bereits 1996 verschob die Regierung den Bau des Abschnitts Kuřim – Moravská Třebová auf nach 2005. Sie legte 2009 fest, dass über den Bau der R43 erst entschieden wird, wenn die Raumordnung in der Region Brno verbindlich abgeschlossen ist. 2005 gab die Regierung zwar die R43 zum schrittweisen Bau grundsätzlich frei. Doch ab 2009 folgten umfassende Trassenuntersuchungen, insbesondere auch im Zusammenhang mit der Umweltverträglichkeitsprüfung. Zudem wurden Varianten im Großraum Brno bewertet. Im Ergebnis wurde zwar die ursprüngliche Führung der Reichsautobahn als im Wesentlichen für die Entlastung des Straßennetzes günstigste Variante festgestellt. Doch gegen die Pläne regte sich insbesondere in den westlichen Stadtteilen von Brno Widerstand, da diese zum Teil von der Trasse durchschnitten werden. Daher kam die Umsetzung des Verkehrsprojektes über Jahre nicht voran.
In der „Kategorisierung von Autobahnen und Straßen 1. Klasse bis 2050“ wird die Strecke nunmehr als kapacitní silnice I/73 geführt und das Vorhaben unter dieser Bezeichnung vorangetrieben.